# أمدد (اسم)
أَمَدَد هو اسم علم مذكر من أصل عربي، ومعناه هو لأكثر انبساطا في الضوء وزيادة الشيء.